# Tour de l’Abitibi

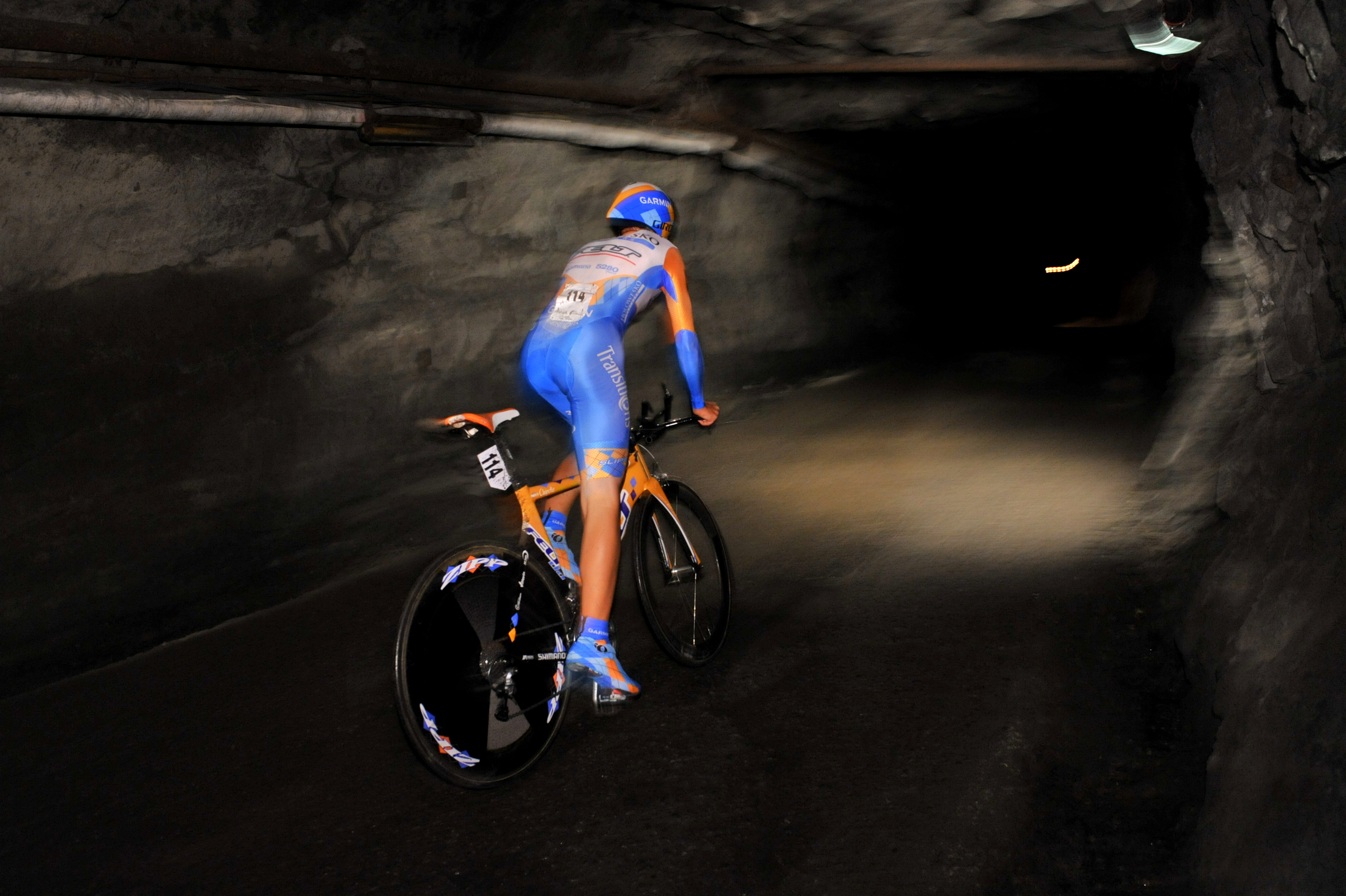
Chandler Knop bei der Fahrt durch das Museumsbergwerk Cité de l'Or (2010)

Die Tour de l’Abitibi ist ein Junioren-Etappenrennen im Radsport in der Region Abitibi-Témiscamingue, Québec, Kanada.
Das Rennen wurde erstmals 1969 ausgetragen. Seit 2009 ist es ein internationaler Wettbewerb im Rahmen des UCI Men Juniors Nations’ Cup und derzeit das einzige Rennen für Junioren in Nordamerika, das vom Weltradsportverband UCI getragen wird (Stand 2020). Zahlreiche später erfolgreiche Radsportler wie Steve Bauer, Laurent Jalabert, Bobby Julich und Andrew Hampsten haben an der Tour teilgenommen, bevor sie ihre Profikarriere begannen.
Seit dem Jahr 2000 führt eine Etappe der Tour durch das Museumsbergwerk Cité de l'Or etwa 91 Meter (300 Fuß) unter der Erdoberfläche. Die Rennfahrer müssen durch die Stollen und die Zugangsrampe (17 Prozent Steigung) fahren, bevor sie die Straßen des Val-d’Or erreichen.
2025 wurde das Rennen erstmals auch für Juniorinnen ausgetragen.

## Palmarès Junioren
| Jahr                                | Sieger                         | Zweiter                        | Dritter                        |
| ----------------------------------- | ------------------------------ | ------------------------------ | ------------------------------ |
| 1969                                | Gérard Rocheleau               | Robert Van Den Eynde           | Serge Proulx                   |
| 1980                                | Alex Stieda                    |                                |                                |
| 1981                                | Bruno Wojtinek                 | Franck Pineau                  |                                |
| 1985                                | André van Wijngaarden          | Chris Koberstein               | Nathael Sagard                 |
| 1986                                | Michel Zanoli                  | Laurent Jalabert               | Richard Luppes                 |
| 1987                                | Frank McCormack                | Darren Baker                   | Jean-Cyril Robin               |
| 1988                                | Bobby Julich                   |                                |                                |
| 1989                                | Bobby Julich                   |                                |                                |
| 1991                                | Gorazd Štangelj                |                                |                                |
| 1992                                | Roland Green                   |                                |                                |
| 1993                                | Sean McDonald                  |                                |                                |
| 1994                                | Guillaume Belzile              |                                | Alexander Kusnezow             |
| 1995                                | Neil Grover                    | Denis Menschow                 | Sven Claussmeyer               |
| 1996                                | David Rolandez                 |                                |                                |
| 1997                                | Joshua Thornton                |                                |                                |
| 1998                                | William Frischkorn             |                                |                                |
| 1999                                | Brad Buccamboso                |                                |                                |
| 2000                                | Piotr Mazur                    | Koen de Kort                   | Wesley Cole                    |
| 2001                                | Jukka Vastaranta               | Niels Scheuneman               | Norbert Poels                  |
| 2002                                | Tyler Farrar                   | Oliver Stiller-Crote           | Craig Wilcox                   |
| 2003                                | Kai Reus                       | Matthew Crane                  | Steven Cozza                   |
| 2004                                | Christopher Stockburger        | Zachary Bolian                 | Michael Vanderaerden           |
| 2005                                | David Veilleux                 |                                |                                |
| 2006                                | Mark Hinnen                    | William Goodfellow             | Guillaume Boivin               |
| 2007                                | Taylor Phinney                 | Tom David                      | Guillaume Blais-Dufour         |
| 2008                                | Arnaud Jouffroy                | Charlie Avis                   | David Boily                    |
| Coupe des Nations Abitibi           |                                |                                |                                |
| 2008                                | Nathan Brown                   | Nick Aitken                    | Daniil Fominych                |
| Tour de l’Abitibi-Coupe des Nations |                                |                                |                                |
| 2009                                | Andrew Barker                  | Charlie Avis                   | Taylor Gunman                  |
| 2010                                | Lachlan Morton                 | Eamon Lucas                    | Zack Noonan                    |
| 2011                                | James Oram                     | Dion Smith                     | Colby Wait-Molyneux            |
| 2012                                | Taylor Eisenhart               | Alexey Vermeulen               | Geoffrey Curran                |
| 2013                                | Brendan Rhim                   | Owen Gillott                   | Olivier Brisebois              |
| 2014                                | Rayane Bouhanni                | Zeke Mostov                    | Mathias Norsgaard              |
| 2015                                | Adrien Costa                   | Brandon McNulty                | Théo Menant                    |
| 2016                                | Brandon McNulty                | Mikkel Bjerg                   | Kevin Goguen                   |
| 2017                                | Riley Sheehan                  | Fernando Islas                 | Richard Holec                  |
| 2018                                | Riley Sheehan                  | Kendrick Boots                 | Michael Garrison               |
| 2019                                | Michael Garrison               | Matthew Riccitello             | Lukas Carreau                  |
| 2020                                | wegen Corona-Pandemie abgesagt | wegen Corona-Pandemie abgesagt | wegen Corona-Pandemie abgesagt |
| 2021                                | wegen Corona-Pandemie abgesagt | wegen Corona-Pandemie abgesagt | wegen Corona-Pandemie abgesagt |
| 2022                                | Lucas Mainguenaud              | Mathieu Dupé                   | Mathéo Barusseau               |
| 2023                                | Matthew Ney                    | Ethan Powell                   | Alejandro Che                  |
| 2024                                | Ellande Larronde               | Oliver Scott                   | Ben Morin                      |
| 2025                                |                                |                                |                                |

## Palmarès Juniorinnen
| Jahr | Siegerin | Zweite | Dritte |
| ---- | -------- | ------ | ------ |
| 2025 |          |        |        |